# Oh, diese Tante
Oh, diese Tante ist eine Filmkomödie des DDR-Fernsehens von Konrad Petzold aus dem Jahr 1978.

## Handlung
Die aus der Tschechoslowakei stammende Jana Novak überrascht ihren Freund Heinz Rascher auf der agra in Markkleeberg mit der Neuigkeit, dass sie sich für einen Arbeitseinsatz in Afrika melden will. Sie möchte, dass Heinz mitkommt, doch lehnt er ab: Zum einen wird der Arzt im Milchviehkombinat in Groß-Klückow gebraucht und zum anderen ahnt er, dass sich seine Tante Alma querstellen wird. Es kommt zum Streit zwischen beiden. Alma wiederum lebt seit einem Jahr mit Tierarzt Dr. Otto Kröpelin unter einem Dach. Während die Dorfbewohner schon über eine Verlobung munkeln, kann sich Alma nicht einmal dazu durchringen, Otto zu duzen, lehnt sie als erklärte Tierfreundin doch sein Jagdhobby ab. Eher droht sie damit, in ihre Wohnung nach Berlin zu ziehen.
Alma erfährt vom Streit zwischen Heinz und Jana und frohlockt, steht sie der Beziehung beider doch sowieso kritisch gegenüber. Viel lieber sähe sie die Neue im Dorf, Kindergärtnerin Rosi Schröder, an Heinz’ Seite. Aus Trotz bewirbt sich Heinz nun erst recht für den Afrikaeinsatz. Auf Ottos Betreiben hin wird Alma mit ihm und dem Ehepaar Hahnemann zur Studienreise nach Karlovy Vary geschickt. Otto nutzt die Zeit, um Alma näherzukommen, und tatsächlich duzen sich beide nach einer Weile. Sie erleben einige Dinge zusammen, so füllt Alma Otto mit Quellwasser ab, beide besuchen mit den anderen eine Milchviehanlage und folgen einem Hundefänger, der sich am Ende als Inhaber einer Tierpension entpuppt. Alma hat nun ihren Lebenstraum gefunden: mit Otto eine Tierpension zu eröffnen. Beide überstehen Schwierigkeiten, so eine Nacht mit nur einem Ehebett, was dazu führt, dass Alma in der Badewanne schläft. Sie werden zudem zu Janas Eltern zum Essen eingeladen. Hier macht Alma klar, dass Heinz nicht von Groß-Klückow fortgehen wird, hat er doch einen Vertrag beim Milchviehkombinat unterschrieben. Zudem sei er auch persönlich, und zwar in Form von Rosi, an das Dorf gebunden. Jana fährt kurzerhand heimlich nach Groß-Klückow und trifft Rosi tatsächlich in Heinz’ Haus an. Es stellt sich jedoch heraus, dass Heinz mit Hexenschuss im Bett liegt und von ihr nur versorgt wird. Interesse an ihr hat er nicht, und so versöhnen sich Jana und Heinz.
Alma hat Geburtstag und erhält von Otto neben einem Dackelwelpen auch die Mitgliedschaft in seiner Jagdgesellschaft. Kurze Zeit später wird im Dorf Alarm geschlagen, steht doch ein Wisentbulle auf der Dorfstraße, der kurz darauf sogar Otto auf einen Baum jagt. Mit einem Sonntagsschuss aus dem Betäubungsgewehr erlegt Alma das Tier. Die anschließende Feier nutzt Otto, um Heinz mit Alkohol abzufüllen, denn er weiß, dass Heinz am nächsten Tag nach Berlin muss, um sich auf Tropentauglichkeit prüfen zu lassen. Nach Almas Kaffeezufuhr am nächsten Tag sind Heinz’ Gesundheitsparameter am Ende so schlecht, dass er für Afrika abgelehnt wird. Jana erscheint im Dorf und eröffnet Heinz und Alma, dass sie von Heinz ein Kind erwartet. Sie kann nun ebenfalls nicht nach Afrika gehen. Alma jedoch ist enttäuscht, dass Heinz ihr seine fortdauernde Beziehung zu Jana verschwiegen hat, und reist nach Berlin ab. Hier verbringt sie die Weihnachtszeit und wird zu Silvester von Otto aufgesucht, der bei ihr bleibt. Beide leiden unter dem Gedränge der Großstadt, und vor allem Otto vermisst seinen Wald und die Jagd. Zur Hochzeit von Heinz und Jana bleiben beide in Berlin, weil Otto sich krank stellt. Alma erkennt, dass er mehr Grün um sich braucht, und will ihm eine Datsche kaufen, wo sie eine gemeinsame Tierpension eröffnen will. Sie macht Otto damit auch einen Heiratsantrag, und wenig später findet die Hochzeit statt. Alma zögert vor der Standesbeamtin mit dem Jawort, weil sie Skrupel hat, Otto an Berlin zu binden. Erst Heinz und Jana sorgen dafür, dass sie doch noch Ja sagt: Sie schenken beiden in Groß-Klückow einen Wildgarten, in dem unter anderem auch der gefangene Wisent eine neue Heimat findet. Sie kündigen auch an, dass Alma und Otto nächstes Jahr auf ihr Kind aufpassen müssen, wenn sie beide nach Afrika gehen. Alma wiederum hat ein neues Betätigungsfeld gefunden: Das Aufpassen auf Tiere und Wildgartenbesucher.

## Produktion
Oh, diese Tante ist nach Viechereien der zweite Film um Tante Alma, gespielt von Agnes Kraus. Er wurde ab 1977 unter dem Arbeitstitel Das geht zu weit … Alma unter anderem im DEFA-Studio für Spielfilme in Berlin gedreht. Die Kostüme schuf Marianne Schmidt, die Filmbauten stammen von Klaus Winter.
Der Film wurde am 23. April 1978 erstmals auf DDR 1 im Fernsehen der DDR ausgestrahlt. Im Jahr 2011 erschien er im Rahmen der Reihe DDR TV-Archiv von Icestorm auf DVD.
Oh, diese Tante ist der Mittelteil einer Trilogie, die mit Alma schafft alle 1980 ihren Abschluss fand. Wolfgang Penz, der Darsteller von Neffe Heinz, verstarb im August 1979 bei einem Unfall und war daher letztmals in Oh, diese Tante zu sehen.

## Kritiken
Für den film-dienst war Oh, diese Tante ein „Lustspiel des DDR-Fernsehens, das ganz auf die Skurrilität seiner Hauptdarstellerin Agnes Kraus setzt.“ „Altbackener Spaß mit eigenwilliger Tante“, schrieb die TV Spielfilm.